# الساندرو کواینی
الساندرو کواینی (انگلیسی: Alessandro Quaini؛ زادهٔ ۱۷ سپتامبر ۱۹۹۸) بازیکن فوتبال است.
از باشگاه‌هایی که در آن بازی کرده‌است می‌توان به باشگاه فوتبال جنوآ و باشگاه فوتبال پیزا اشاره کرد.